# 王積薪
王 積薪（おう せきしん、697年-757年）は中国唐代の囲碁の名手、棋待詔、寿王府長史。諱と字は共に積薪。本貫は琅琊臨沂としているが、定かでない。
唐代の伝説的な碁打ちであり、囲碁の心得である「圍棋十訣」の作者として日本においてもその名が知られていた。2018年頃に新史料として「大唐故王府君墓誌銘」の拓本が公開され、当該墓誌を基にした研究が始まった。

## 逸話
唐の玄宗の頃に農家に生まれる。早くに父母を亡くしたために山に入って柴刈りで働いたが、当時山中に多くの仏教寺院があり、ここで僧侶達が碁を楽しんでいたのを見て碁を覚え、やがて僧侶達も上回る腕前になる。その後旅に出て腕を磨き、これが長安に伝わって、玄宗に招かれて、棋待詔（碁によって仕える待詔）として仕えた。外出時は常に竹筒に入れた紙製の碁盤と碁石を携えて、人々と対局したという。ある時金谷園で馮汪と対局して2勝4敗となるが、次に3連勝して5勝4敗となる。これが「金谷園九局図」として有名となった。
安史の乱で玄宗が蜀に逃れた時に王積薪も随行し、山中の路上で宿した民家の老婦と嫁から「人間の敵の無い」碁の技を授かったという伝説が「集異記」に記されている。
王積薪は碁の精髄を記したという「碁経」を著したとされるが、現存していない。また後の棋書にも多く紹介されている「囲碁十訣」の作者とも言われるが、確かではない。
12世紀に出版された棋書『忘憂清楽集』には、王積薪が発見した「一子解二征」と呼ばれる妙手が記載されている。
黒★の手が、白からの2つのシチョウを1手で防いでいる。

## 「大唐故王府君墓誌銘」
張応橋が2018年『洛陽考古』第2期にて「唐王積薪墓誌浅釈」を発表し、その存在が明らかとなった。具体的な出土時期と場所は不明とされる。王積薪の記録は従来段成式『酉陽雑俎』や薛用弱『集異記』などの小説の類に見られるばかりであったが、この墓誌銘により彼の詳細な生没年や人物像が判明した。陳尚君はこれに対し「中国囲碁史の重大な突破」と評価している。

### 出自
張氏の研究により、彼の遠祖は西魏の軍人である王思政で、武則天との確執で知られる王皇后とははとこの関係にある事が判明した。墓誌銘は王積薪の本貫地について「其先琅琊臨沂人」と記してあるが、上記の縁戚は太原祁県を出身としているため実際の所は不明である。

### 生涯
当該墓誌銘に拠れば則天武后の治世から既に出仕しており、張氏はこの時点で9歳未満であるとの見解を示している。その後、太子家令主簿、太常寺協律郎などの職事官を歴職したのち、最終的に寿王府長史を務めた。最期は安史の乱の勃発に際し、洛陽明教坊の私邸で卒した。享年は60歳であった。詳細な死因については記載されていないが、張氏はこれに対し自殺であるとの見解を示している。
また囲碁のほか、書道や弾棋、長行、投壺といった古代遊戯に広く長けていた。また、彼の品性ついては石奮、孔光、石慶といった先人の逸話に例えられており、このことから慎重さや忠義深さにおいても名の知られた性格であった事がうかがえる。